# Václav Špičák
Václav Špičák (14. ledna 1929 – 11. září 2019) byl český lékař působící v oblastech alergologie, imunologie a pediatrie.

## Život
Po promoci v roce 1953 na Fakultě dětského lékařství UK v Praze nastoupil na 1. dětskou kliniku Fakulty dětského lékařství UK v Praze (Fakultní nemocnice v Motole). V letech 1978–1981 zde pracoval jako ordinář pro alergologii a klinickou imunologii.
Roku 1981 se stal primářem dětského oddělení Fakultní nemocnice Bulovka, kde působil až do roku 1996.
Od roku 1996 řídil Českou iniciativu pro astma, o.p.s, v roce 2005 byl oceněn cenou J. Purkyně. Vedl časopis Alergie.
V březnu 2009 byl pasován na Rytíře českého lékařského stavu.
Jeho druhou manželkou byla dětská lékařka MUDr. Vojtěcha Špičáková, CSc., neonatoložka a odborná asistentka I. dětské kliniky FDL UK v Motole.